# Скотсвил (Њујорк)
Скотсвил (енгл. Scottsville) град је у америчкој савезној држави Њујорк.

## Демографија
По попису из 2010. године број становника је 2.001, што је 127 (-6,0%) становника мање него 2000. године.
| Група             | 2000.         | 2010.         |
| Белци             | 1.928 (90,6%) | 1.750 (87,5%) |
| Афроамериканци    | 92 (4,3%)     | 124 (6,2%)    |
| Азијати           | 12 (0,6%)     | 16 (0,8%)     |
| Хиспаноамериканци | 63 (3,0%)     | 74 (3,7%)     |
| Укупно            | 2.128         | 2.001         |